# 哈伯爾斯科納 (印第安納州)
哈伯爾斯科納（英語：Hubbells Corner）是位於美國印第安納州迪爾伯恩縣的一個非建制地區。該地的面積和人口皆未知。

## 地理
哈伯爾斯科納的座標為39°14′04″N 85°02′24″W / 39.23444°N 85.04000°W，而該地的平均海拔高度為300米（即984英尺）。